# Rzivost hledíku
Rzivost hledíku je houbová choroba rostlin způsobená houbou Puccinia antirrhini z čeledě rzi (Pucciniaceae) a řádu  rzi (Pucciniales ). Patogen v ČR parazituje především na rostlině hledik větší (Antirrhinum majus). 

## EPPO kód
PUCCAN

## Synonyma patogena

### Vědecké názvy
Podle biolib.cz je pro patogena s označením Puccinia antirrhini používáno více rozdílných názvů, například Dicaeoma antirrhini.

## Zeměpisné rozšíření
Severní a Střední Amerika, Austrálie, Evropa, Afrika

### Výskyt v Česku
Běžná.

## Hostitel
Podle eol.org 
- Antirrhinum glutinosum
- hledik větší (Antirrhinum majus)
- Antirrhinum mole
- Cordylanthus

## Příznaky
Na listech a na stonku světle žluté skvrny. Na skvrnách se, především na rubové straně listu, vyvíjejí plodnice (malé tmavé puchýřky)z kterých se uvolňují hnědé letní spory. Infikované listy postupně hnědnou a zasychají.

## Význam
Listy na rostlině postupně hnědnou a zasychají. Ovlivňuje estetické kvality, rostliny zaostávají v růstu, a nakonec odumírají.  

## Biologie
Přezimují spory na napadených rostlinných zbytcích.

## Ekologie
Výsadby okrasných rostlin.

## Šíření
Spory patogena jsou přenášeny větrem, odstřikujícími kapkami a hmyzem.

## Ochrana rostlin

### Prevence
Na podzim pečlivá likvidace všech částí rostliny. Pěstování rezistentních odrůd. 

#### Chemická ochrana
Preventivní postřiky mancozebem (Novozir MN80, DITHANE DG NEO-TEC apod.).